# Thayacha
La thayacha es un helado andino, a veces descrito como un aperitivo, muy popular durante las épocas más gélidas que se presentan durante los meses de mayo, junio y julio, típica en las zonas altiplánicas. Se trata de tubérculos dulces como la oca y el isaño congelados.

## Ingredientes
Los ingredientes originales se limitaban a los tubérculos dulces como el isaño, oca, y sus variaciones. Aunque, luego se fueron introduciendo especias como el clavo de olor y la canela, además de endulzantes, ya sean naturales como la miel, panela o industrializados como el azúcar.
Las thayas, que son variantes similares, toman como ingredientes a las harinas precocidas de cereales de la región conocidas como pitos, además de las especias aromáticas y endulzantes ya mencionados.

## Etimología
La palabra thayacha está registrada en diccionarios del idioma aimara con el significado de oca o isaña helada, y la palabra thaya, con el significado de aire, viento o frío.

## Preparación
Lo principal para obtener un producto dulce es exponer el isaño o la oca al sol, esto provocara que los tubérculos obtengan un sabor cada vez más dulce, lo recomendable es exponer el tubérculo al sol durante un mínimo de siete días y un máximo de cuarenta días, aunque se dice que no existe un máximo. para continuar, es necesario hervirlos en agua para luego exponerlos en las gélidas temperaturas durante una noche obteniendo así los helados andinos.
Las thayas preparadas con harinas de cereales se mezclan con agua de canela y clavo, que antes ya están almibaradas hasta que tengan una consistencia un poco dura. En una tablita se moldea el adobe y se coloca a la intemperie para que congele. A las seis de la mañana se le rocía con un poco de agua azucaradas y coloreada con airampo. Por otro lado las thayas hechas con frutas normalmente siguen el mismo procedimiento con la excepción de reemplazar la harina de cereal con un puré de la fruta deseada.

## Variaciones
Las thayas son variantes que remplazan al isaño y oca con otros ingredientes, por tanto, existen distintos tipos con nombres relacionados con su ingrediente principal, algunos de estos son:
- Thaya de leche
- Thaya de pito de cañahua
- Thaya de pito de haba
- Thaya de pito de quinua
- Thaya de manzana
- Thaya de camote

## Valor nutritivo
El isaño como ingrediente principal posee un alto valor nutritivo en proteínas (15%), carbohidratos (20%), agua (80%), vitamina C y B, fibra, calcio, fósforo, hierro y ácido ascórbico. Por otro lado la oca posee: humedad (g/100 g) 86,79, proteína (g/100 g) 0,77, fibra cruda (g/100 g) 0,78, carbohidratos (g/100 g) 10,41, fósforo (mg/100 g) 28,20, hierro (mg/100 g) 12,53, calcio (mg/100 g) 17,18, zinc (mg/100 g) 1,79, vitamina A (UI/100 g) 0,99, vitamina B1 (mg/100 g) 0,05, vitamina B2 (mg/100 g) 0,94, vitamina B3 (mg/100 g) 1,09, vitamina B12 (mg/100 g) 0,91, vitamina C (mg/100 g) 39,68.